# Katarzyna Dowbor
Katarzyna Dowbor z domu Kokocińska (ur. 7 marca 1959 w Warszawie) – polska dziennikarka, prezenterka Telewizji Polskiej (1983–2013; ponownie od 2024), Polsatu (2013–2023) i Canal+ Domo (od 2023), a także szefowa Fundacji TVP (od 2024)

## Życiorys

### Rodzina i edukacja
Jest wnuczką podpułkownika Wojska Polskiego, Bronisława Kowalczewskiego, a córką Wiesława i Krystyny Kokocińskich. Jej ojciec był entomologiem, a matka – konserwatorką zabytków i dzieł sztuki. Urodziła się w Warszawie, ale dzieciństwo i młodość spędziła w Toruniu, gdzie jej ojciec został kierownikiem Muzeum Przyrodniczego Uniwersytetu Mikołaja Kopernika. Ma młodszego o trzy lata brata, Tomasza. Jest kuzynką przedsiębiorcy Stanisława Modlińskiego.
Po ukończeniu nauki w V LO im. Jana Pawła II w Toruniu rozpoczęła studia na kierunku filologia polska na Uniwersytecie Mikołaja Kopernika, jednak wkrótce je porzuciła i zamieszkała w Warszawie, gdzie ukończyła studia pedagogiczne ze specjalizacją z seksuologii na Uniwersytecie Warszawskim na podstawie pracy magisterskiej pt. „Czynniki wpływające na prostytucję wśród nieletnich”.
W czasie studiów należała do Niezależnego Zrzeszenia Studentów, redagowała rubrykę kulturalną w studenckiej „Gazecie Strajkowej” i działała w studenckim radiu Centrum. Na pierwszym roku studiów współtworzyła zespół I z Poznania i z Torunia, w którym była chórzystką i z którym wystąpiła na Ogólnopolskiej Turystycznej Giełdzie Piosenki Studenckiej.

### Kariera zawodowa
W 1982 rozpoczęła pracę w Programie III Polskiego Radia. W 1983 rozpoczęła pracę w TVP, dla której przez pierwsze lata tworzyła felietony emitowane w programie Pegaz i zrealizowała filmy dokumentalne, których bohaterami byli: Krzysztof Kolberger, Michał Bajor, Grażyna Szapołowska i Ewa Błaszczyk. Wkrótce zadebiutowała jako konferansjerka, poza tym współprowadziła Studio Lato, w 1986 została spikerką TVP, a w 1988 po raz pierwszy współprowadziła Krajowy Festiwal Piosenki Polskiej w Opolu. W 1993 zaczęła pracować w dziale oprawy i promocji TVP1, a następnie została prezenterką TVP i prowadziła programy: Alchemia zdrowia i urody, Apetyt na zdrowie, Pytanie na śniadanie i Ogrodowa Dowborowa. 1 maja 2013 zakończyła współpracę z TVP.

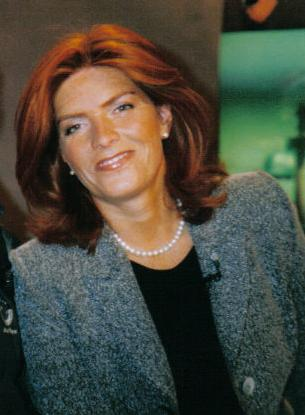
Dowbor (2007)

Zagrała epizodyczne bądź gościnne role w filmach i serialach, takich jak Komedia małżeńska, Na dobre i na złe, Duża przerwa, W labiryncie, Jest jak jest, Ekstradycja czy Tato. Pod koniec lat 90. wystąpiła w reklamie wędlin Morliny, a w 2019 reklamowała preparat do pielęgnacji roślin Substral.
W latach 1994–1998 była radną Rady Miejskiej w Piasecznie.
Od 1997 przez kilka lat współprowadziła ze Sławomirem Świerzyńskim coroczny Festiwal Piosenki Biesiadnej w Mrągowie. Również w 1997 wraz z Andrzejem Sałackim została organizatorką Jeździeckich Mistrzostw Gwiazd „Art Cup”.
W 2005 zaczęła prowadzić w Radiu Dla Ciebie autorską audycję Dowborowe towarzystwo. W 2013 współprowadziła ze Sławomirem Świerzyńskim Disco Hit Festiwal organizowany przez Polo TV w Kobylnicy. W 2013 nawiązała współpracę z Telewizją Polsat, dla której prowadziła program Nasz nowy dom. 8 maja 2023 stacja poinformowała o zmianie prowadzącej program.
W 2018 razem z pisarzem Marcinem Koziołem napisała serię interaktywnych książek dla dzieci o koniach pt. Stajnia pod tęczą.
W lipcu 2023 nawiązała współpracę ze stacją telewizyjną Canal+ Domo, dla której prowadziła dwie serie programu Dowborowa od nowa, w którym relacjonowała m.in. przebieg metamorfozy swojego domu. 27 stycznia 2024 powróciła do współprowadzenia programu śniadaniowego Pytanie na śniadanie w TVP2.
W sierpniu 2024 została szefową Fundacji TVP.

## Życie prywatne
Trzykrotnie zamężna. W 1978 poślubiła Piotra Dowbora, z którym ma syna, Macieja (ur. 1978). W latach 80. była zaręczona z Tadeuszem Winkowskim. W latach 1982–1989 była żoną Janusza Atlasa. Następnie poślubiła Grzegorza Świątkiewicza. Z nieformalnego związku z Jerzym Baczyńskim ma córkę, Marię (ur. 1999).
Cierpi na chorobę Gravesa-Basedowa, w wyniku której zmuszona była do usunięcia tarczycy.